# خيط مجري

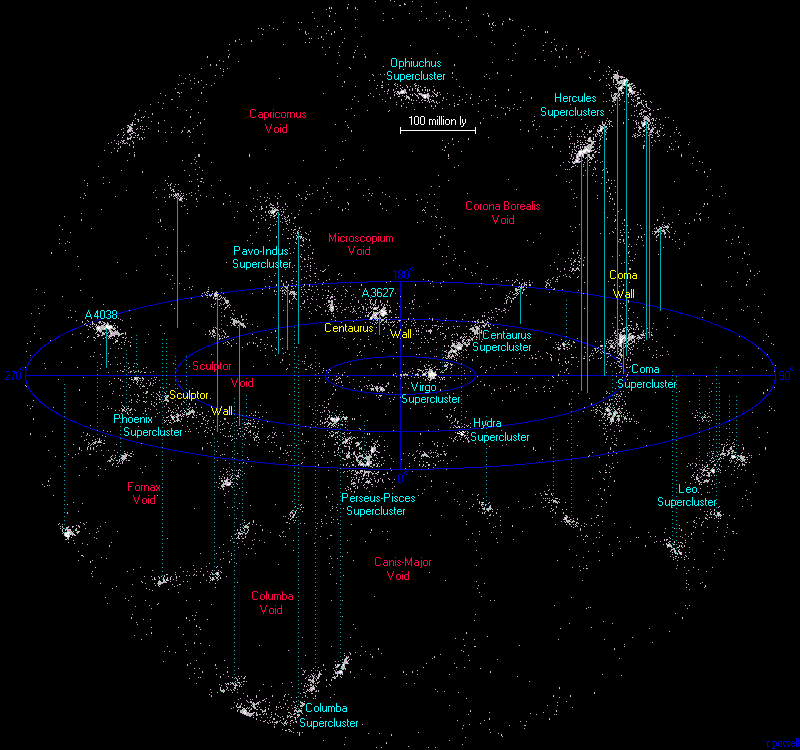
جيران مجرة درب التبانة و عنقود مجرات العذراء العظيم ز تجمع مجرات الهلبة ; وتـُرى خيوط مجرات بين التجمعات وكذلك فراغات كونية هائلة.

خيط مجرات في علم الفلك، هي من أكبر البنيات في الكون وتحتوي علي مجرات كثيرة مرصوصة في هيئة خيوط أو عقود عبر طول يبلغ بين 50 و 80 مليون فرسخ فلكي ، أي بين 180 مليون سنة ضوئية و 270 مليون سنة ضوئية (1 فرسخ فلكي = 3,3 سنة ضوئية ) . وهي تحد مناطق كبيرة كروية الشكل في الكون تكاد تكون خالية تماما من المجرات . تبدو تلك الفراغات Voids التي تكون على شكل الفقاعات (بأحجام بين 200 و500 سنة ضوئية) في السماء قاتمة السواد بسبب عدم أو قلة وجود نجوم أو مجرات فيها . يبدأ طرف خيط المجرات عند عنقود مجري هائل وينتهي عند آخر (انظر الصورة). أي يمكن تشبه البنية الكونية على أنها رغوية، تحتل المجرات وتجمعات المجرات أسطح الفقاعات وتبدو الفقاعات نفسها خاوية، كما لو كانت بنية إسفنجية.

## اكتشافها
إن أي نظرية تريد تفسير البنية التي نجدها في الكون لا بد وأن تتعرض لتكوين تلك الفراغات التي تبلغ أقطارها في المتوسط نحو 100 مليون فرسخ فلكي ( 320 مليون سنة ضوئية) . ومع ذلك فإن أكبر تلك الفراغات يصل قطره نحو 1000 مليون سنة ضوئية .
فإذا كان متوسط سرعة مجرة في الفضاء تبلغ 600 كيلومتر في الثانية أو بالتالي بنسبة 002و0 من سرعة الضوء فإنها تحتاج لعبور فراغ متوسط الحجم من تلك الفراغات إلى نحو 160 مليار سنة، أي تحتاج إلى عشرة أضعاف عمر الكون نفسه الذي يقدر بنحو 7و13 مليار سنة منذ نشأته. بناء على ذلك فأنه يعتبر من المستحيل أن المجرات تحركت من داخل الفراغات إلى خارجها . نستنتج من ذلك ان المجرات قد تكونت حيثما نجدها الآن تقريبا وتعكس الفراغات توزيع المجرات في وقت نشأتها .
وبما أن توزيع المادة في الكون عند نشأته كانت تعتبر متساوية ولم يكن في إمكانها تشكيل تلك البنيات من فراغات وخيوط المجرات، هذا ما يجعل العلماء إلى افتراض وجود مادة مظلمة ، والتي يشير تاثير جاذبيتها إلى وجودها وتأثيرها على حركة المجرات، بل أيضا وتكوين المجرات أيضا.
كذلك مجرتنا، مجرة درب التبانة وهي تبعد نحو 5و2 مليون سنة ضوئية عن المرأة المسلسلة (مجرة) وما ينتمي إليهما من مجرات صغيرة في المجموعة المحلية من المجرات، فإنهم ومجموعات أخرى من تجمعات المجرات المتمركزة في تجمع مجرات العذراء يشكلون خيطا من المجرات وتجمعاتها يبلغ طوله نحو 65 مليون سنة ضوئية. و يشكل مركز تجمع مجرات الهلبة و عنقود الأسد المجري يشكلان خيطا مجريا يبلغ طوله بين 300 و450 مليون سنة ضوئية . كما من الممكن أن يكون السور الكبير جزءا من عنقود العذراء والهلبة الهائل . تلك البنية العنكبوتية الهائلة تتحرك في اتجاه كوكبة مربع النجار جنوبا من كوكبة العقرب في اتجاه الجذاب العظيم.

## خرائط تبين توزيع المجرات حولنا

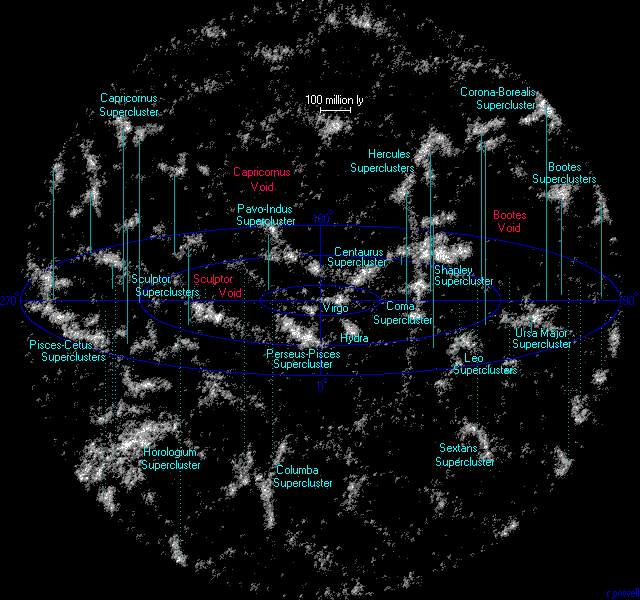
الكون حولنا حتى بعد 1 مليار سنة عنا ، تظهر فيه مجموعات محلية هائلة مكونة خيوطا وفراغات.
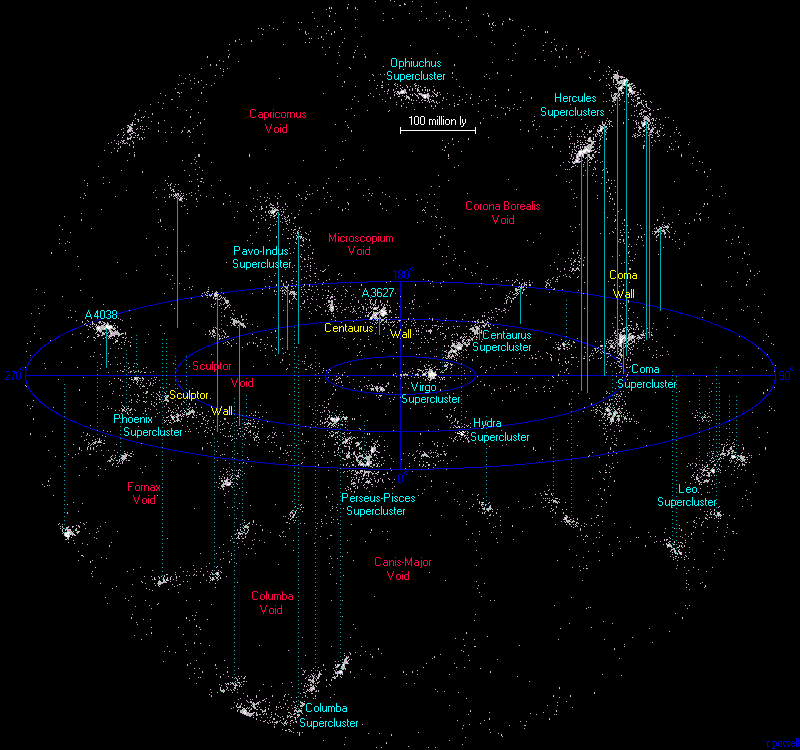
خريطة اٌقرب الأسوار (الخيوط ) لنا وتـُظهر فراغات وعناقيد  مجرات .
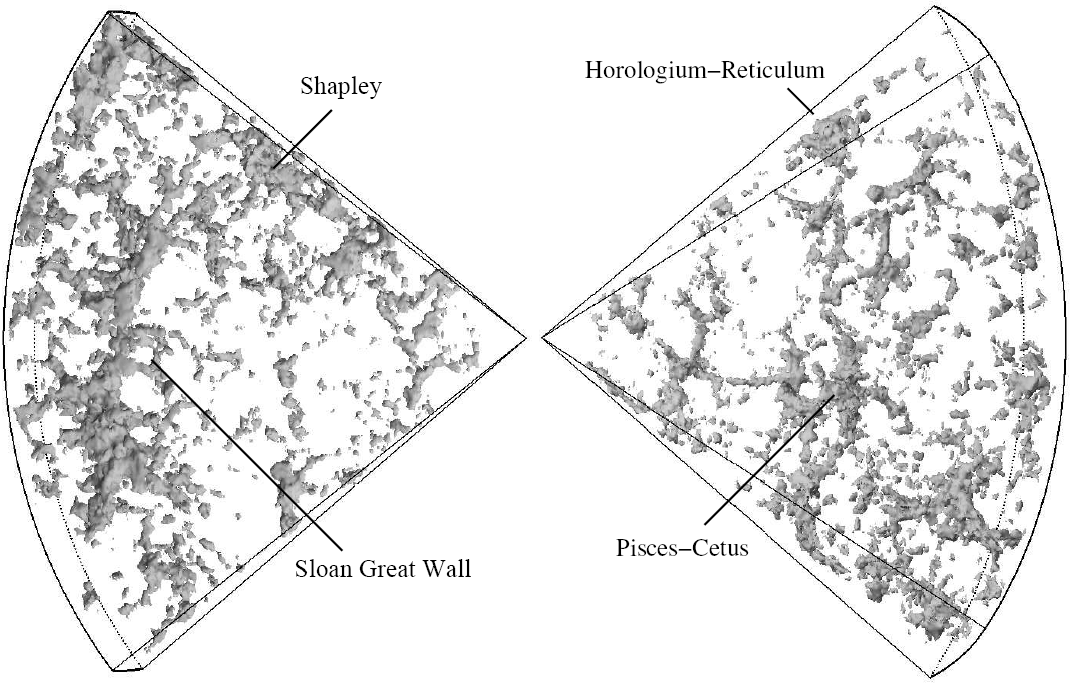
المسح السمائي 2dF ويظهر فيه السور الكبير (انظر السور العظيم سلووان)،
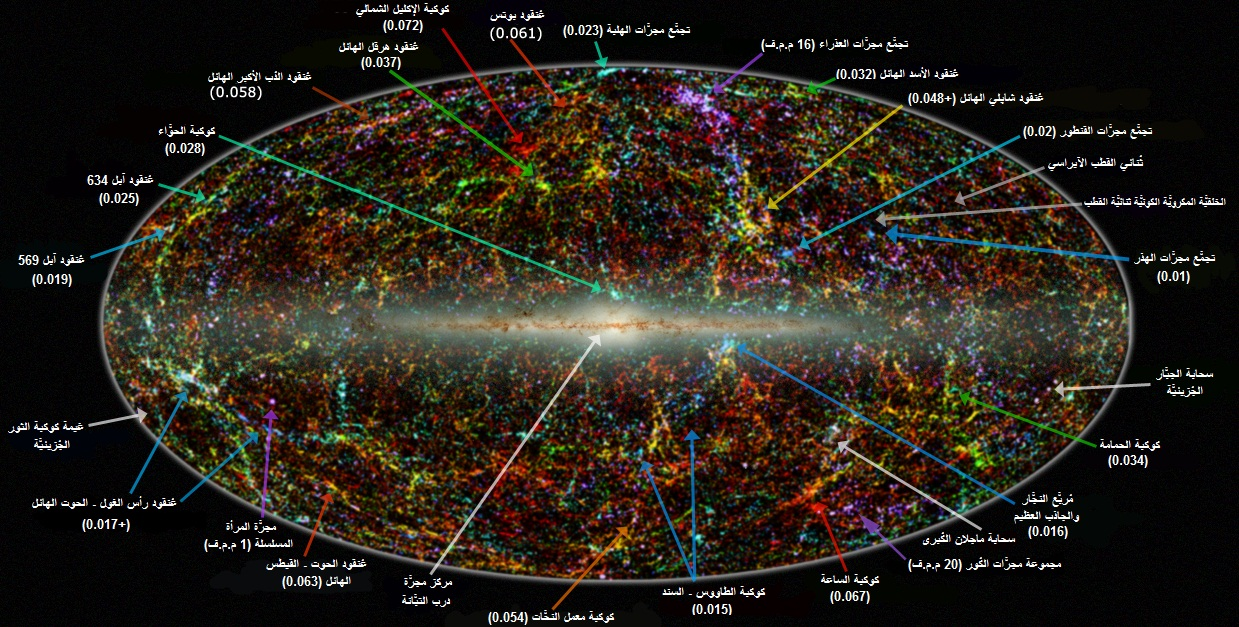
2MASS مسح السماء للأشعة تحت الحمراء. (أنقر لتكبير الصورة)

## اقرأ أيضاً
- فراغ (فلك)
- مجموعات وعناقيد المجرات
- عناقيد مجرية هائلة
- تجمع مجرات العذراء
- عنقود مجرات العذراء العظيم
- المرأة المسلسلة
- انفجار عظيم
- فهرس المجرات وتجمعات المجرات